# Вальперсбах
Вальперсбах (нем. Walpersbach) — коммуна (нем. Gemeinde) в Австрии, в федеральной земле Нижняя Австрия.
Входит в состав округа Винер-Нойштадт. Население составляет 1044 человека (на 31 декабря 2005 года). Занимает площадь 16,44 км². Официальный код — 3 23 33.

## Политическая ситуация
Бургомистр коммуны — Франц Брайчинг (АНП) по результатам выборов 2005 года.
Совет представителей коммуны (нем. Gemeinderat) состоит из 19 мест.
- АНП занимает 16 мест.
- СДПА занимает 3 места.